# Líraszarvas
A líraszarvas (Panolia eldii) az emlősök (Mammalia) osztályának párosujjú patások (Artiodactyla) rendjébe, ezen belül a szarvasfélék (Cervidae) családjába és a szarvasformák (Cervinae) alcsaládjába tartozó faj.

## Rendszertani besorolása
Ennek a szarvasfajnak a rendszertani besorolása még manapság is vitatott. Habár először Cervus-fajként írták le, később a Rucervusok közé helyezték át. Azonban egyesek újra visszahelyeznék a Cervus nembe, míg mások külön nemet alkotnának neki, mivel közeli rokonságot mutat a Dávid-szarvassal (Elaphurus davidianus). Még az a javaslat is létezik, miszerint a líraszarvas három alfaját, három különböző faji szintre emeljék fel.

## Előfordulása
Ez a veszélyeztetett líraszarvas Délkelet-Ázsiában fordul elő.

## Alfajai
- Panolia eldii eldii (M'Clelland, 1842) - az indiai Manipur államban található meg. 1839-ben fedezték fel.
- Panolia eldii siamensis (Lydekker, 1915) - Kambodzsa, Kína, Laosz, Thaiföld és Vietnám területein él; egyesek szerint külön fajt alkot.[5] A Kínához tartozó Hajnan szigeten élő állományt, néha külön alfajként tartják számon, P. e. hainanus néven, de ezt nem támasztja alá genetikai bizonyíték.[6]
- Panolia eldii thamin (Thomas, 1918) - Mianmarban és Thaiföld legnyugatibb részén fordul elő.

## Megjelenése
Ez a közepes méretű szarvasfaj, megjelenésben a Cervus-fajokra hasonlít. Karcsú testét hosszú és vékony lábak hordozzák. A nagy feje vastag nyakon ül. A bika nyakán sörény látható. A bika nagyobb, nehezebb és sötétebb szőrzetű, mint a tehén. Nyáron vörösesbarna, míg télen sötétebb színű az eléggé durva tapintású szőrzete. A farka rövid, a farán pedig nincs szembetűnő foltozás. Habár ezek a jellemzők a Cervus-okra emlékeztetnek, az újabb kutatások a Dávid-szarvassal rokonítják az állatot. Az agancsai líra alakú; nem felfelé nő, hanem oldalra, utána pedig visszakanyarodik befelé. Egy kis ága a homlok fölé nyúlik. Évente lecseréli. Minden szaporodási időszakhoz nagyobbat növeszt.
Fej-testhossza 150-180 centiméter, marmagassága 110-125 centiméter, farokhossza 20-30 centiméter, testtömege 125-175 kilogramm és agancshossza 99 centiméter.

## Életmódja
A líraszarvas bikája magányosan él, kivéve a párzási időszakot amikor teheneket gyűjt maga köré. A tehenek és borjak, akár 50 fős csoportokban is járhatnak. Fűvel, lágyszárúakkal és friss hajtásokkal táplálkozik. A kultúrföldeket is meglátogatja, ahol a rizs-, kukorica- és lencseföldeken okoz károkat. A térségben tomboló háborúk és az orvvadászok veszélybe sodorták ezt a fajt.

## Szaporodása
A vemhesség 220-240 napig tart, ennek végén általában egy, pettyezett borjú jön világra. Az ivarérettséget 18 hónapos korában éri el. A párzási időszak október és december vége között van.

## Képek

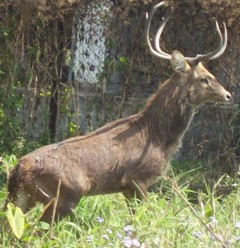
P. e. eldii
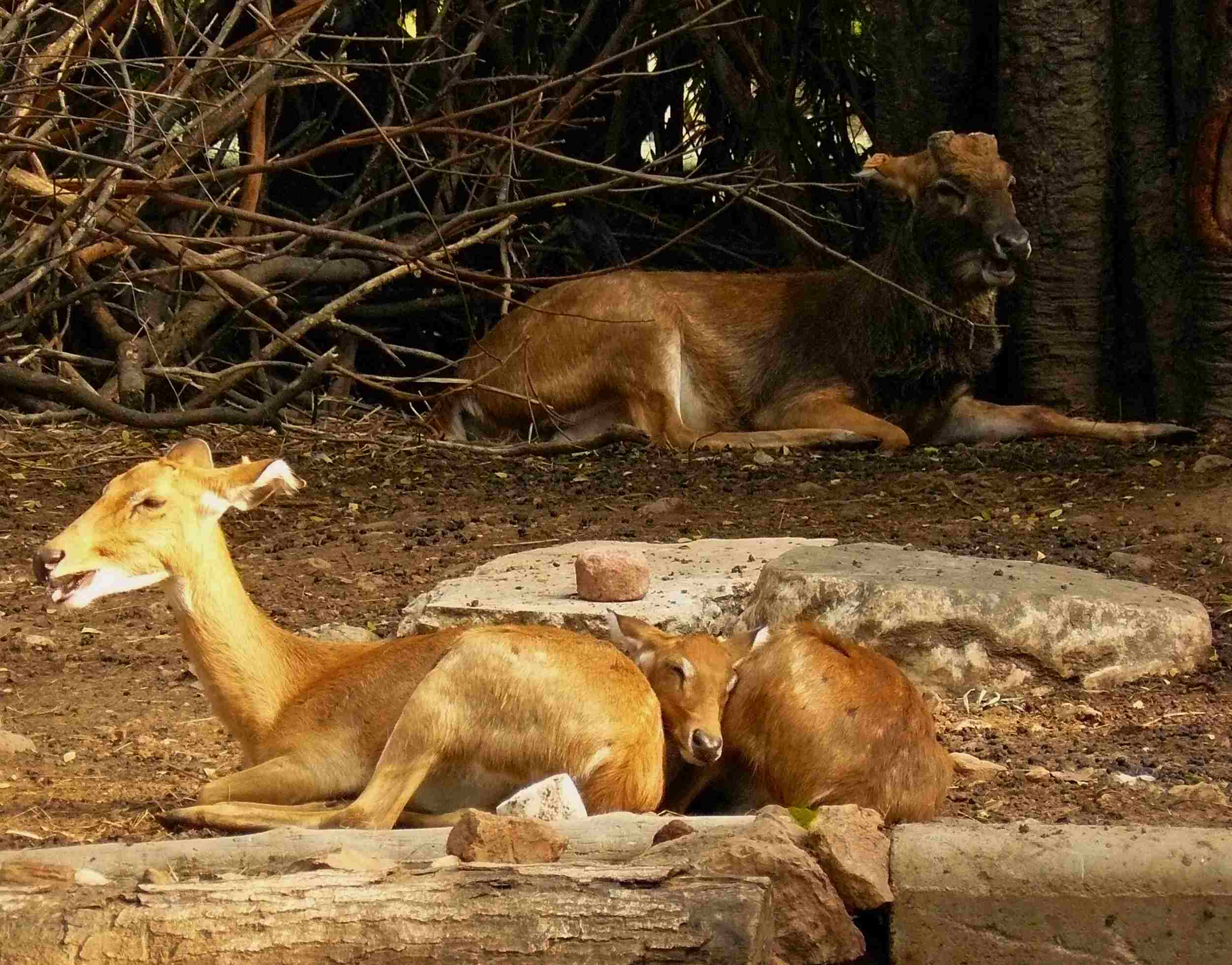
P. e. siamensis
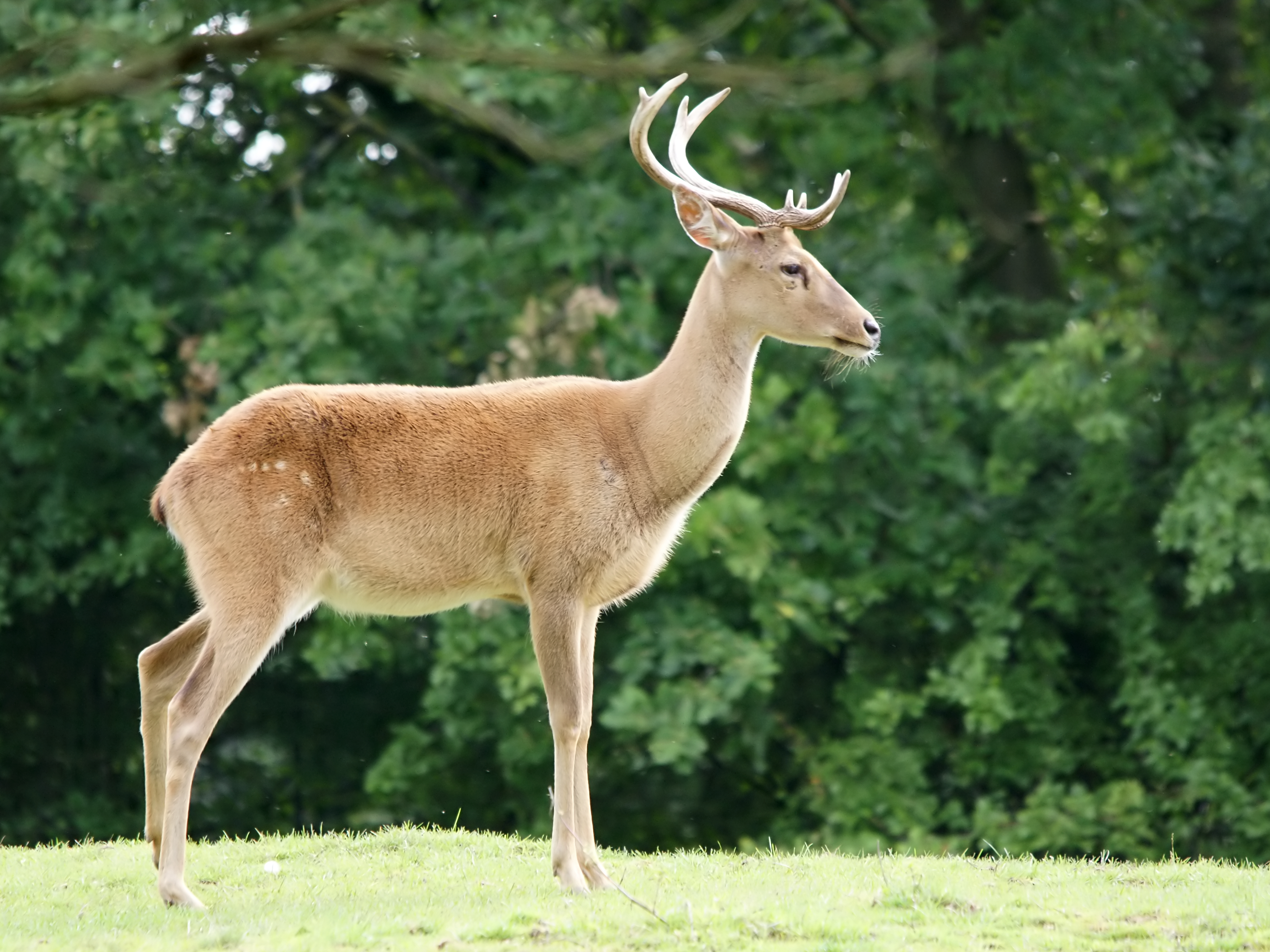
P. e. thamin
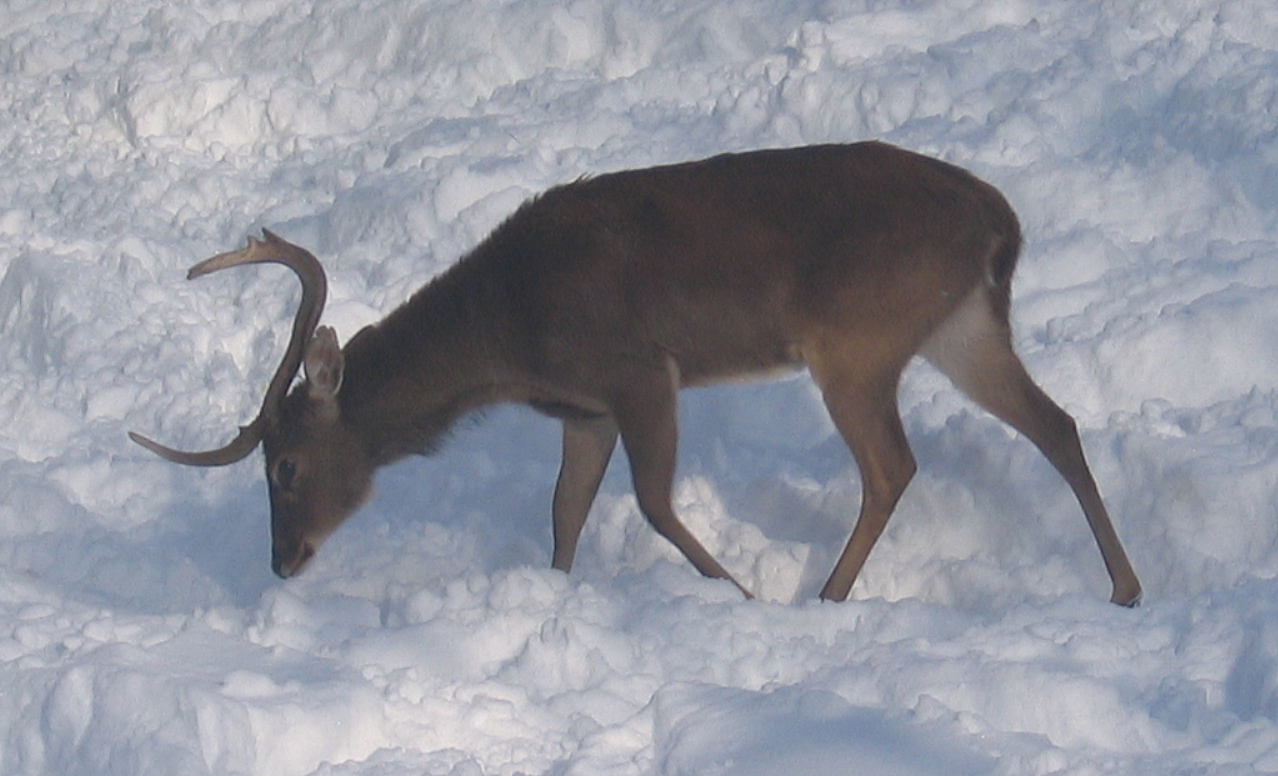
Bika egy németországi állatkertben
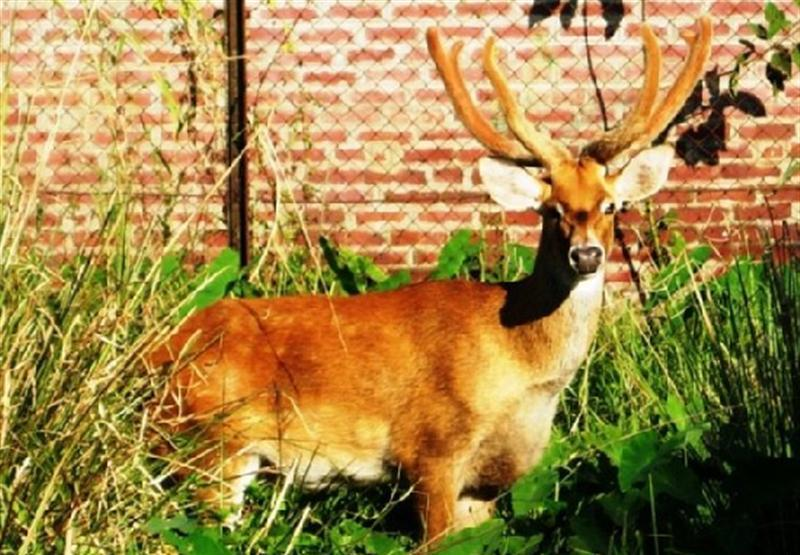
Hánccsal borított agancsos
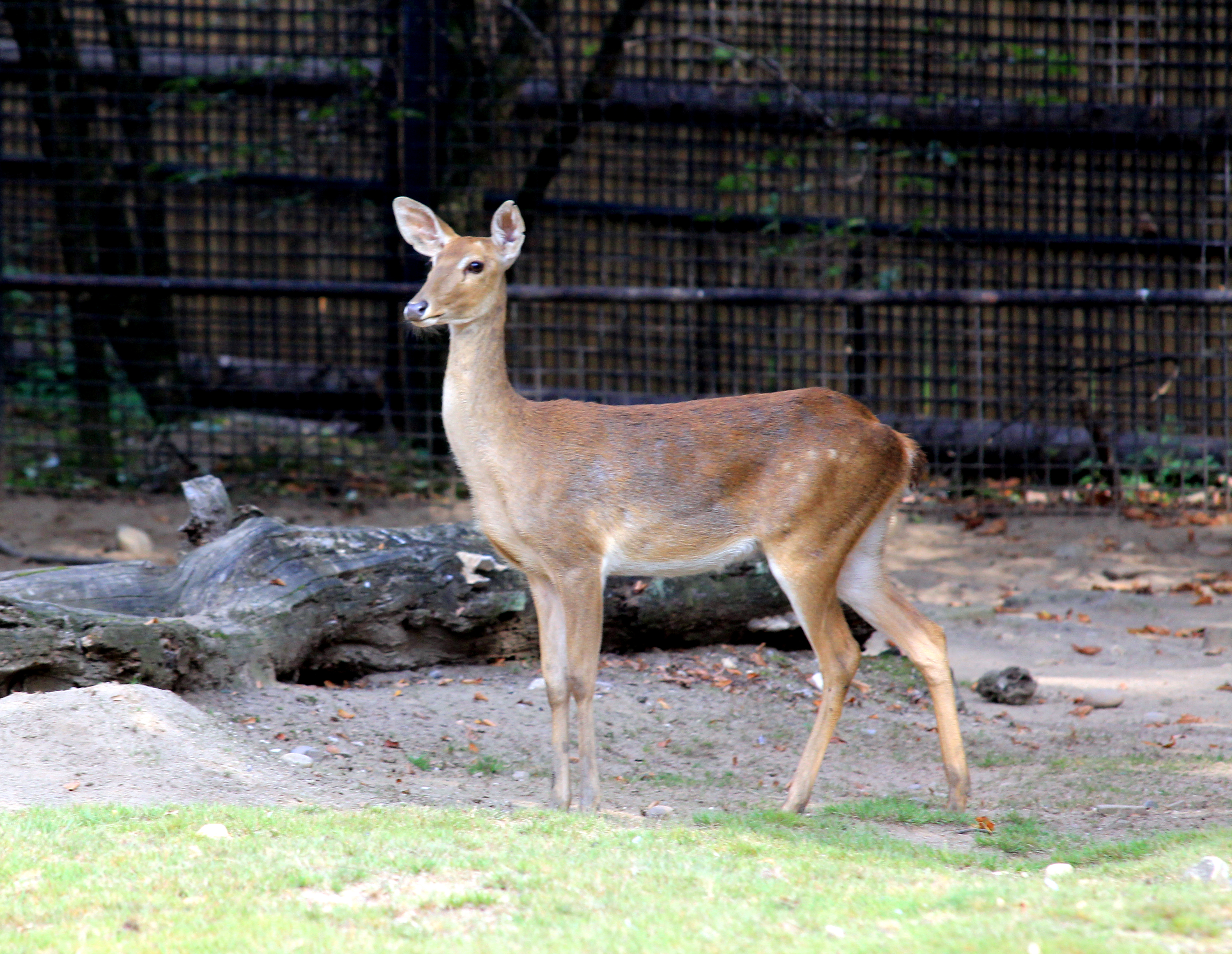
Tehén
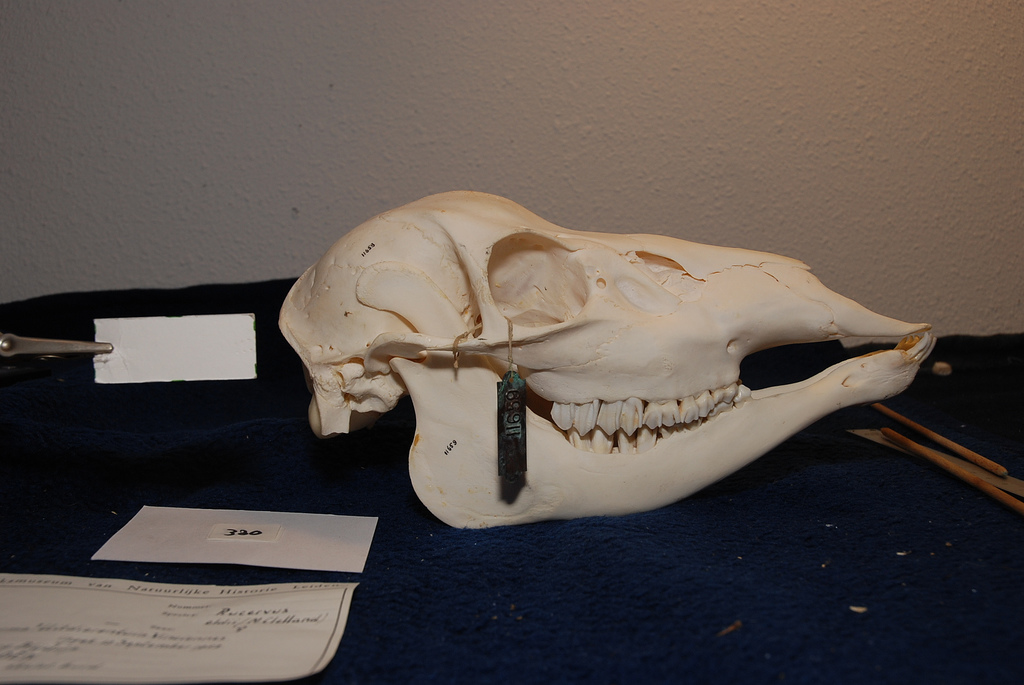
A koponyája
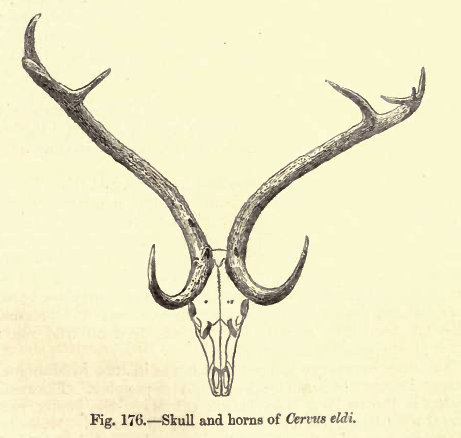
és agancsa

### Fordítás
- Ez a szócikk részben vagy egészben  az   Eld's deer című angol Wikipédia-szócikk ezen változatának fordításán alapul.  Az eredeti cikk szerkesztőit annak laptörténete sorolja fel. Ez a jelzés csupán a megfogalmazás eredetét és a szerzői jogokat jelzi, nem szolgál a cikkben szereplő információk forrásmegjelöléseként.